# Gracias a la vida (альбом)
Gracias a la vida (исп. — «Спасибо жизни») — студийный альбом американской фолк-певицы Джоан Баэз, выпущенный в 1974 году на испанском языке в стиле латино.

## Об альбоме
Песни этого альбома исполняются на испанском языке, одна — на каталонском.
Баэз говорила об альбоме как о «послании надежды чилийским людям, страдающим от режима Аугуста Пиночета» Баэз известна своей критикой внешней политики США в Латинской Америке. К песням альбома относятся в том числе «Te Recuerdo Amanda», написанная Виктором Хара (которого пытали и убили после военного переворота 1973 года) и заглавная «Gracias a la Vida» Виолетты Парры.
Альбом имел умеренный успех в США, зато в странах Латинской Америки имел огромный.

## Список композиций
Аранжировка песен — Джоан Баэз (1-3, 6, 9, 14); Том Скотт (струнные)
| №                   | Название                                                                 | Длительность |
| ------------------- | ------------------------------------------------------------------------ | ------------ |
| 1.                  | «Gracias a La Vida» (Виолетта Парра)                                     | 3:34         |
| 2.                  | «Llego Con Tres Heridas» (сл. Мигель Эрнандес)                           | 2:14         |
| 3.                  | «La Llorona» (народная)                                                  | 3:41         |
| 4.                  | «El Preso Numero Nueve» (Hermanos Cantoral)                              | 3:26         |
| 5.                  | «Guantanamera» (сл. Хосе Марти, аранж. Hector Angulo, Пит Сигер)         | 3:53         |
| 6.                  | «Te Recuerdo Amanda» (Виктор Хара)                                       | 2:33         |
| 7.                  | «Dida» (Джоан Баэз)                                                      | 3:34         |
| 8.                  | «Cucurrucucu Paloma» (Tomas Mendez)                                      | 4:30         |
| 9.                  | «Paso Rio» (народная)                                                    | 0:58         |
| 10.                 | «El Rossinyol» (народная)                                                | 3:01         |
| 11.                 | «De Colores» (народная)                                                  | 2:31         |
| 12.                 | «Las Madres Cansadas» (Джоан Баэз)                                       | 2:57         |
| 13.                 | «No Nos Moveran» (народная)                                              | 3:42         |
| 14.                 | «Esquinazo Del Guerillero» (муз. Rolando Alarcon, сл. Fernando Allegria) | 2:44         |
| Общая длительность: | Общая длительность:                                                      | 37:42        |

## Участники записи
- Джоан Баэз — вокал, акустическая гитара, классическая гитара
- Tommy Tedesco — соло-гитара
- Jim Hughart — контрабас
- Edgar Lustgarten — виолончель
- Lalo Lindgron — арфа
- Milt Holland — перкуссия
- Tom Scott — флейта
- Mariachi Uclatlán — аккомпанирующий ансамбль (4, 8)
- Джони Митчелл — вокальная импровизация (7)
- Jackie Ward Singers, Sally Stevens, Andrea Willis — бэк-вокал (12)